# منيرة البطرانية
منيرة بنت سليمان بن عامر البطرانية (ت: 1385ه/1965م) محسنة عمانية. ولدت منيرة البطرانية في ولاية نزوى بمحافظة الداخلية في النصف الأول من القرن الرابع عشر الهجري (النصف الأول من القرن العشرين الميلادي)

## حياتها
اهتمت منيرة بطلاب العلم فعينت معلمة لتدريسهم القرآن الكريم على نفقتها الخاصة، كما تجلى اهتمامها بطلبة العلم وحفظة كتاب الله من خلال تكريمهم بتوزيع الأموال عليهم في نهاية كل سنة دراسية، وانفاقها أموالها في مختلف أوجه الخير كنسخ الكتب وشراء الكتب وتوزيعها، والنفقة على المحتاجين.
ومن أوجه إحسان البطرانية تعيينها طبيب لمعالجة الأطفال خاصة أمراض العيون، وامتد خيرها لما بعد وفاتها حيث أوصت بصرف ثلث أموالها لأوجه الخير مثل أوصت بتوزيع أموال على حارات نزوى: حارة العقروحارة الوادي وحارة السعال وحارة الخراسين
كما أوصت ببناء وترميم مساجد أرض أباريق والتي تسمى اليوم «مساجد العباد»، ومقبرة الأئمة وهي «مقابر توجد في هذه المساجد، ودفن فيها بعض الأئمة السابقين»
ومما ينقل حول مكانة الشيخة منيرة أن العسكر أراد ذات يوم منعها من الدخول على الإمام الخليلي إلا أن الإمام أمر بالسماح لها بالدخول لمكانتها العلمية الرفيعة.

## وفاتها
توفت منيرة البطرانية في 1385ه/1965م بعد مسيرة عطاء طويلة في العمل الخيري